# Clavopelma tamaulipeca
Clavopelma tamaulipeca is een spinnensoort in de taxonomische indeling van de vogelspinnen (Theraphosidae).
Het dier behoort tot het geslacht Clavopelma. De wetenschappelijke naam van de soort werd voor het eerst geldig gepubliceerd in 1937 door Ralph Vary Chamberlin.